# Spili
Spili (grec Σπήλι ['spili]), població d'uns 500 habitants, a la Prefectura de Réthimno, a l'illa de Creta, al vessant oest del Mont Ida o Psiloritis.
És la capital de l'actual municipi d'Àgios Vassílios, que correspon a l'antiga província (eparchia) del mateix nom.

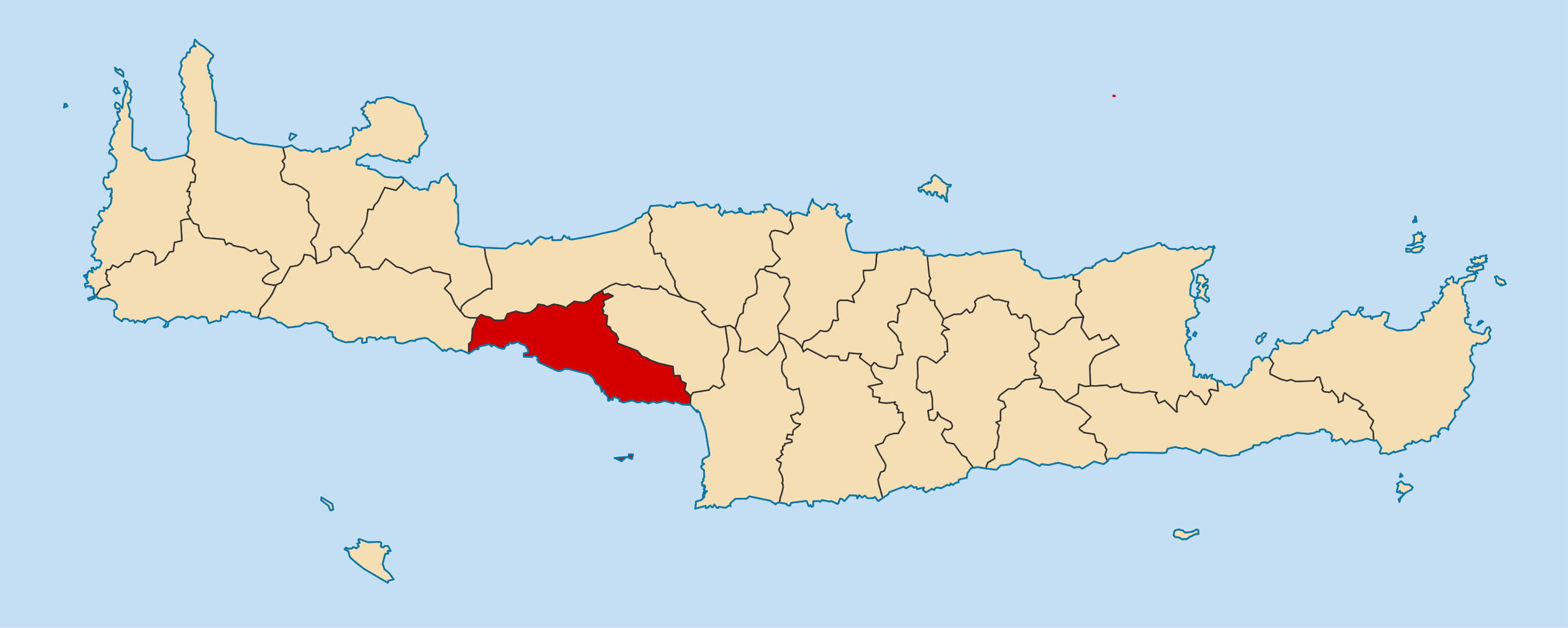
L'actual municipi d'Hagios Vassilios a Creta

Hi ha una famosa font de l'època veneciana, amb caps de lleó de pedra.

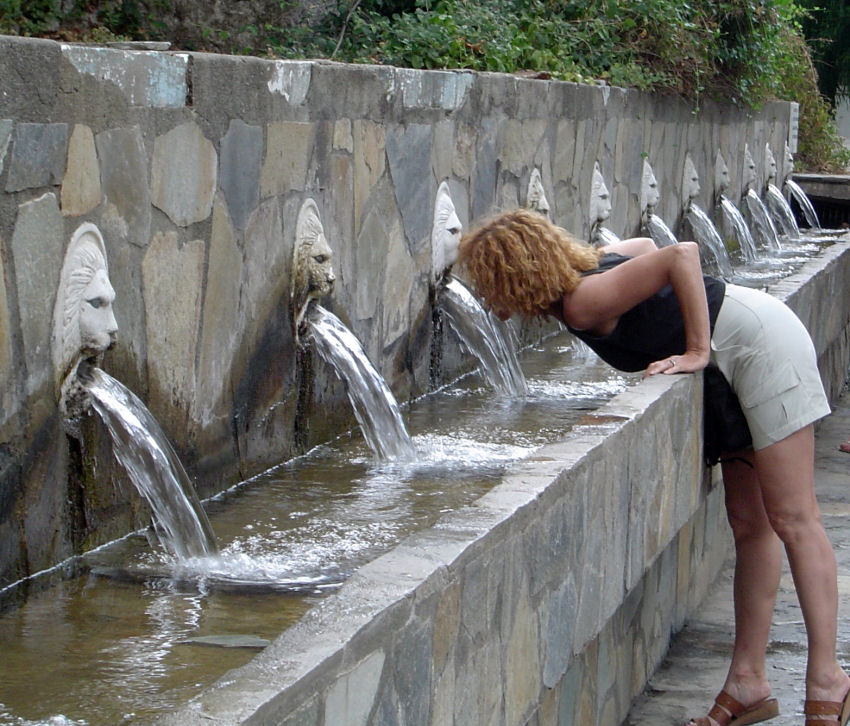
La font de Spili